# Giganturidae
I Giganturidae, conosciuti anche come Pesci telescopio sono una famiglia di pesci abissali appartenenti all'ordine Aulopiformes. Comprende il solo genere Gigantura.

## Distribuzione e habitat
Questi pesci sono diffusi in tutti gli oceani in acque tropicali e subtropicali abissali.

## Descrizione
Il nome comune deriva dalla particolare forma degli occhi, tubolari e diretti in avanti. La bocca è molto ampia e supera ampiamente gli occhi. I denti possono ripiegarsi quando la bocca viene chiusa. Il corpo è privo di scaglie, di colore argenteo con riflessi metallici ed iridescenti. Le pinne ventrali sono assenti, le pinne pettorali sono ampie ed inserite in avanti e in alto, proprio sopra l'opercolo. La pinna dorsale, unica, è inserita indietro. La pinna caudale è forcuta e il lobo inferiore ha dei raggi molto allungati (contribuiscono di 1/2 alla lunghezza dell'intero corpo).
Gli adulti presentano caratteri larvali (neotenia).  La vescica natatoria è assente.
Raggiungono una lunghezza massima di 15-20 cm.

## Specie
I Giganturidi presentano soltanto due specie:
- Genere Gigantura
  - Gigantura chuni
  - Gigantura indica[2]